# Cardcaptor Sakura
Cardcaptor Sakura (カードキャプターさくら Kādokyaputā Sakura?, también conocida como Sakura, cazadora de cartas en España y Sakura Card Captors en Hispanoamérica, o simplemente abreviada como CCS o SCC) es una serie de manga escrita e ilustrada por el grupo CLAMP, y cuya adaptación al anime fue dirigida por Morio Asaka. La historia se centra en Sakura Kinomoto, una pequeña niña que descubre sus extraños poderes mágicos después de haber liberado accidentalmente un conjunto de cartas que se encontraban dentro de un libro. Tras esto, Sakura se ve obligada a recolectar y cuidar las «cartas Clow» con la ayuda de sus amigos, para evitar que ocurra una «catástrofe» en el mundo.
El manga se publicó por primera vez en mayo de 1996 por la editorial Kōdansha, en la revista mensual japonesa de manga shōjo Nakayoshi, hasta que llegó a su final en junio de 2000 con el duodécimo volumen, recopilando cincuenta capítulos. Posteriormente, la historia del manga fue adaptada a una serie de anime por los estudios Madhouse, la cual se emitió en Japón desde el 7 de abril de 1998 hasta el 21 de marzo de 2000 por la cadena televisiva NHK, donde finalizó con un total de setenta episodios. Además, la obra ha sido adaptada a dos películas de animación, numerosos videojuegos y varios libros suplementarios, tales como artbooks, álbumes ilustrados y anime comics. Asimismo, se han producido diversos tipos de mercancías relacionadas con Cardcaptor Sakura. Las versiones en español del manga fueron publicadas por la editorial Editores de Tebeos —antiguamente conocida como Ediciones Glénat— en España, por Editorial Toukan en México para su distribución en el resto de Hispanoamérica, y por Editorial Ivrea en Argentina.
Dado que las autoras querían crear vínculos entre algunos de los universos ficticios de sus obras añadieron numerosos crossovers de los personajes de Cardcaptor Sakura en otras de sus series, como en Tsubasa: RESERVoir CHRoNiCLE y ×××HOLiC, además de que sus historias están estrechamente relacionadas. Tanto el anime como el manga han alcanzado un gran éxito dentro y fuera de Japón. En el 2000, Cardcaptor Sakura obtuvo el premio Anime Grand Prix en la categoría de mejor anime, un reconocimiento que se entrega anualmente al anime más notable. Al año siguiente, obtuvo el premio Seiun como mejor manga. Asimismo, en un ranking publicado por TV Asahi sobre los cien anime más populares del 2005 sobre la base de una encuesta en línea en Japón, la serie alcanzó el puesto sesenta y nueve. Sin embargo, para el 2006, alcanzó el puesto cuarenta y cuatro en el mismo ranking.

## Argumento

Imagen de una flor Sakura, representativa del personaje principal homónimo.

La obra narra las aventuras de Sakura Kinomoto, una pequeña niña de diez años que accidentalmente libera un conjunto de cartas que se encontraban dentro de un libro, el cual había descubierto en la biblioteca de su padre. Tras esto, Kero —el guardián del libro— emerge y, al enterarse de que la mayoría de las cartas conocidas como las «cartas Clow» se habían esparcido por todas partes, le dice a Sakura que ahora es su responsabilidad convertirse en una «cardcaptor» e ir en busca de ellas para evitar que ocurra una «catástrofe» en el mundo. Por lo tanto, Sakura adquiere habilidades especiales para así enfrentarse a los poderes mágicos de cada carta y lograr capturarlas y sellarlas. Kero se vuelve el guía y mentor de Sakura durante la búsqueda, mientras que su mejor amiga, Tomoyo Daidōji, le confecciona una gran variedad de trajes, ya que, según ella, «debe llevar un atuendo especial para cada ocasión especial». Además, Tomoyo suele registrar las batallas de Sakura con su videocámara.
A medida que avanza la historia aparecen nuevos personajes, como el rival de Sakura, Shaoran Li, un chico originario de Hong Kong y descendiente del mago Clow Reed —el creador de las cartas, de allí el nombre de las mismas—. Sin embargo, logra entablar una amistad con esta que poco a poco se va transformando en amor. Asimismo, se descubre que Yukito Tsukishiro, el mejor amigo de Tōya —hermano mayor de Sakura—, es el otro guardián de las cartas y cuya verdadera apariencia es un ser parecido a un ángel blanco y su nombre real es Yue. Además, Yue es el que juzga quién será el próximo amo de las cartas Clow, y en este caso fue Sakura quien se convirtió en la nueva ama y guardiana de estas.

### Diferencias entre formatos
Al inicio del manga, habían pasado tres meses desde que Sakura había liberado las cartas Clow y ya tenía tres de estas en su poder. Sin embargo, en la adaptación se mostró desde el primer momento en que Sakura había liberado las cartas del libro. Asimismo, algunos de los momentos dramáticos de la serie se hicieron más prolongados, como la revelación de la verdadera forma de Kero, la cual no se mostró hasta justo antes de que apareciera Yue. En el anime también se aumentó el número de cartas a ser capturadas, añadiéndose treinta y tres más que en la versión original, llegando a una cantidad de cincuenta y dos cartas. Además, en la segunda película animada de la serie, Sakura creó una carta nueva, «Esperanza» (希望?), aumentando así a cincuenta y tres en total. En el anime, Eriol Hiiragizawa fue la única reencarnación del mago Clow, pero en el manga había dos; Eriol quien se quedó con todos los poderes mágicos y recordaba que en su anterior vida fue Clow Reed, y Fujitaka —el papá de Sakura—, quien no recordaba nada pero mantenía muchos de sus rasgos físicos característicos. Asimismo, en los últimos capítulos del manga, Eriol le pidió a Sakura que dividiera su poder para darle la mitad a Fujitaka. No obstante, al no ser Fujitaka una reencarnación de Clow en el anime, Eriol se marchó a Inglaterra con todo su poder.
El papel de Shaoran en el anime fue ampliado, ya que tuvo que capturar varias de las cartas adicionales, así como fue puesto a prueba por Yue antes que Sakura. Se creó un nuevo personaje, Meilin Li, quien se presentó en esta adaptación como la prima y prometida de Shaoran, siendo una especie de rival de Sakura en el amor. El final del anime también fue modificado un poco, puesto que dejó la relación entre Sakura y Shaoran sin resolver, debido a que la primera no había respondido a la confesión de amor de Shaoran. No obstante, en la segunda película animada, Sakura intentó confesarse, pero esto solo sucedió en los últimos minutos de la película. La relación entre Yukito y Tōya tampoco fue aclarada en el anime, así como el cariño que sentía Tomoyo por Sakura, el cual estaba más allá de la amistad, o el hecho de que Eriol y la profesora Kaho Mizuki estaban enamorados y la relación en secreto entre Rika y el profesor Terada desde el inicio de la historia.

### Relaciones con otras series
El grupo CLAMP tiende a establecer relaciones entre sus obras, y, según sus propias palabras, querían crear una serie donde pudieran vincular los diferentes universos ficticios de algunas de sus obras. Tras haberse planteado esta idea, decidieron iniciar ×××HOLiC y Tsubasa: RESERVoir CHRoNiCLE, y en este último se añadieron como protagonistas a Sakura y Shaoran, pero también aparecen los verdaderos Sakura Kinomoto y Shaoran Li como personajes. Asimismo, se incluyeron otros personajes de Cardcaptor Sakura, como el mago Clow Reed, Yukito, Tōya y varios más. En la historia de ×××HOLiC, por su parte, pueden aparecer tanto personajes de Cardcaptor Sakura como objetos de la misma serie.
La historia de Tsubasa: RESERVoir CHRoNiCLE se encuentra estrechamente relacionada con la de ×××HOLiC. Tsubasa comienza con la presentación de los amigos de infancia: Shaoran, un joven arqueólogo que se encuentra investigando unas ruinas en el Reino de Clow, y Sakura, la princesa del Reino de Clow. Cuando Sakura visita a Shaoran en las ruinas, repentinamente le aparecen un par de alas que transportan su alma en forma de plumas a otras dimensiones. Poco después, el sacerdote del Reino de Clow, Yukito, se da cuenta de que Sakura está a punto de morir y por ende la envía junto con Shaoran al mundo de la «bruja de las dimensiones», Yūko Ichihara. Mientras que la historia continúa transcurriendo en Tsubasa, en ×××HOLiC sucede algo similar, pues Yūko Ichihara ya se encontraba preparada para el acontecimiento y recibe la visita de Sakura y Shaoran, donde este último le pide ayuda para poder salvar la vida de la princesa. Yūko explica que existen múltiples universos paralelos y que cada persona podía existir en todos ellos, aunque sus almas seguirían siendo las mismas a pesar de que tuvieran vidas totalmente diferentes. Con la ayuda de Yūko, se transportan en los diversos mundos para cumplir con su misión de recolectar cada una de las plumas de Sakura.

## Aspectos de la serie
La serie tiene lugar en una localidad ficticia llamada Tomoeda, la cual se encuentra ubicada en un Japón moderno, y es allí donde ocurren la mayoría de los eventos de la obra. La mayor parte de los personajes que aparecen en la serie son seres humanos normales. Sin embargo, también hay seres mágicos como Kero y Yue, u otros personajes como Sakura Kinomoto y Shaoran Li que, a pesar de ser humanos, poseen habilidades mágicas especiales para poder luchar contra las cartas Clow y así lograr capturarlas y sellarlas.
En la historia original del manga solamente hay diecinueve cartas Clow (クロウカード Kurō Kādo?), mientras que en la adaptación al anime fueron incluidas treinta y tres cartas más y en la segunda película se creó una carta adicional, sumando un total de cincuenta y tres cartas. Todas estas cartas, a excepción de la quincuagésima tercera, fueron creadas por un poderoso mago y brujo llamado Clow Reed —de allí el nombre de «cartas Clow»—, quien a su vez creó a Kero y Yue, que simbolizan al Sol y la Luna, respectivamente. Al morir Clow, el conjunto de cartas fueron selladas en un libro y dejó como guardianes a Kero y Yue; el primero es el juez que selecciona a la persona que capturará las cartas, mientras que el segundo es el juez que decidirá si la persona seleccionada por el primer juez es digna de ser el amo y guardián tanto de las cartas como de ellos. Cada tarjeta posee una personalidad propia y puede variar entre amable y violenta. Además, sus poderes pueden estar basados en los elementos naturales o simplemente en realizar una tarea específica, así como tienen la habilidad de adivinar el futuro una vez que se posee un número determinado de cartas.
Por otro lado, cuando Sakura captura una tarjeta y escribe su nombre en ella, estas solo pueden obedecer sus órdenes aunque otro intente utilizarlas. Asimismo, al haber logrado pasar la prueba de Yue, la protagonista se convirtió en la nueva ama y guardiana de las cartas. Posteriormente se revela que Sakura crea un nuevo tipo de magia gracias a que sus habilidades crecieron, pudiendo así renovar las cartas y hacer que estas se conviertan en «cartas Sakura». La quincuagésima tercera carta, «Esperanza» (希望?), fue creada por la misma Sakura en la segunda película animada tras unir «la carta sin nombre» con la carta «La nada» (無?).

## Personajes principales
A continuación se describirán brevemente a los personajes principales, se nombrarán a los seiyū de la versión original japonesa y a los actores de doblaje en Hispanoamérica y España:
- Sakura Kinomoto (木之本 さくら Kinomoto Sakura?) es una niña dulce, ingenua y buena en los deportes, aunque algo despistada. Fue responsable de convertir las cartas Clow a cartas Sakura. Durante la mayor parte de la serie, cree estar enamorada de Yukito Tsukishiro, el mejor amigo de su hermano mayor, Tōya. No obstante, cuando Shaoran le declara su amor queda confundida emocionalmente, y posteriormente se da cuenta de que en realidad está enamorada de Shaoran. En la adaptación japonesa su seiyū es Sakura Tange,[45] mientras que en el doblaje hispanoamericano es Cristina Hernández,[46] y en el español es Isabel Gaudí.[47]

- Syaoran Li (李 小狼 Li Syaoran?) es un descendiente del mago Clow Reed. Toda su familia posee poderes mágicos y desde pequeño fue entrenado para capturar las cartas en caso de que fuesen liberadas. En un principio, se muestra como el rival de Sakura, pero más tarde entablan una amistad que poco a poco se transforma en amor. En la adaptación japonesa su seiyū es Motoko Kumai,[48] mientras que en el doblaje hispanoamericano es Uraz Huerta,[49] y en el español es Pepa Agudo.[50]

- Tomoyo Daidōji (大道寺 知世 Daidōji Tomoyo?) es la mejor amiga de Sakura; una niña amable, confiable y con una voz prodigiosa. Se desempeña como diseñadora de los vestuarios de Sakura para la captura de las cartas Clow y suele acompañarla para filmarla durante sus batallas. En la última etapa de la serie, ayuda a Shaoran a confesarle sus verdaderos sentimientos a Sakura, a pesar de que también mantiene en secreto lo que siente por ella.[51] En la adaptación japonesa su seiyū es Junko Iwao,[52] mientras que en el doblaje hispanoamericano es Mónica Villaseñor,[53] y en el español es Yolanda Quesada.[54]

- Kerberos (ケルベロス Keruberosu?), conocido como Kero (ケロ Kero?), es el guardián solar de las cartas Clow. En el transcurso de la serie ayuda a Sakura en la captura de estas, así como le da consejos referidos a la magia. Su apariencia inicial es la de un osito de peluche, pero más tarde se revela que su verdadera forma es la de una especie de felino alado. En la adaptación japonesa su seiyū es Aya Hisakawa para la forma de peluche,[55] y Masaya Onosaka para su forma verdadera.[56] Para el doblaje hispanoamericano Yamil Atala hace la voz del personaje en sus dos formas,[57] mientras que en el doblaje español cuenta con Jaime Roca,[58] y Regino Ramos, para las formas de peluche y verdadera, respectivamente.[59]

- Yue (月?) / Yukito Tsukishiro (月城 雪兎 Tsukishiro Yukito?) es el guardián lunar de las cartas Clow. Su apariencia es la de un ángel blanco, pero normalmente usa la de Yukito Tsukishiro, un ser humano común y pareja sentimental de Tōya. Generalmente solo se transforma cuando tiene que ayudar a Sakura en su misión. Además de ser guardián, es el encargado de juzgar quién será el nuevo amo de las cartas Clow. En la adaptación japonesa su seiyū es Megumi Ogata —tanto en la apariencia humana como en la de ángel—,[60] mientras que en el doblaje hispanoamericano es Enzo Fortuny,[61] y en el español es Alfredo Martínez para la apariencia humana,[62] y Jorge Saudinós para su forma de guardián.[63]

## Temática
El tema principal de Cardcaptor Sakura es el amor y las relaciones humanas. A lo largo de la serie se demuestran diversos tipos de amor, como «el amor entre hermanos, el amor no correspondido y el verdadero amor». En ocasiones, el grupo CLAMP apartaba por un momento la búsqueda de las cartas Clow o la conversión de cartas Clow a Sakura, para centrarse en las relaciones sentimentales de Sakura y los personajes que la rodeaban. Cada una de las relaciones que se presentan en la obra se realizaron con cierta ambigüedad para no delinearlas con exactitud. Un ejemplo es la relación amorosa entre la estudiante de primaria Rika Sasaki y su profesor, Yoshiyuki Terada, la cual se presenta de tal manera que se puede ver como una historia dulce e inocente con «el simple deseo de cumplir sus sueños» o, si se examina más seriamente, como una historia ligeramente inquietante de «amor pedófilo». Además, se puede notar la presencia de amor entre personas del mismo sexo, como es el caso de Tomoyo Daidōji, quien se encontraba enamorada de su mejor amiga, Sakura. Sin embargo, estas dos no terminaron juntas no por ser del mismo género, sino porque Sakura no la amaba de una «manera romántica». Estos dos tipos de relaciones son las que más se observan en Cardcaptor Sakura, principalmente porque Ageha Ohkawa —líder y guionista de CLAMP— quería crear una obra donde «las minorías se sintieran a gusto».

## Producción
La idea de Cardcaptor Sakura surgió antes de que CLAMP finalizara Magic Knight Rayearth, publicado en la revista Nakayoshi. El editor principal de las mangaka, Yamonouchi, les pidió que hicieran una nueva serie para publicarla en la misma revista. Así, decidieron hacer algo distinto a Magic Knight Rayearth, el cual ya habían descrito como una obra diferente a las que había hecho antes. La escritora de cabecera del grupo, Ageha Ohkawa, dio como primera idea crear una serie mahō shōjo, a pesar de que no tenían mucha experiencia con ese género. Además, Ohkawa quería que la heroína de este nuevo trabajo tuviese la misma edad que la mayoría de los lectores de Nakayoshi, ya que de esa manera «se podrían sentir relacionados con ella». Al momento de crear los personajes, Ohkawa diseñó algunos basándose en los de sus anteriores obras, dando como resultado a Tomoyo Daidōji y Kerberos. Una vez que Ohkawa decidió cómo iban a ser los otros personajes, les pidió a las otras miembros del grupo —Tsubaki Nekoi, Satsuki Igarashi y Mokona— que los dibujaran basándose en la descripción que ella les daba. En el caso de Kerberos, Ohkawa planeaba que fuese un tipo de mascota para la protagonista, así que Nekoi trató con varios diseños, incluyendo perros y ardillas, antes de dibujar la versión final, un osito de peluche. Asimismo, planeaba que Shaoran Li y Tōya Kinomoto fuesen simplemente personajes comunes en la historia.

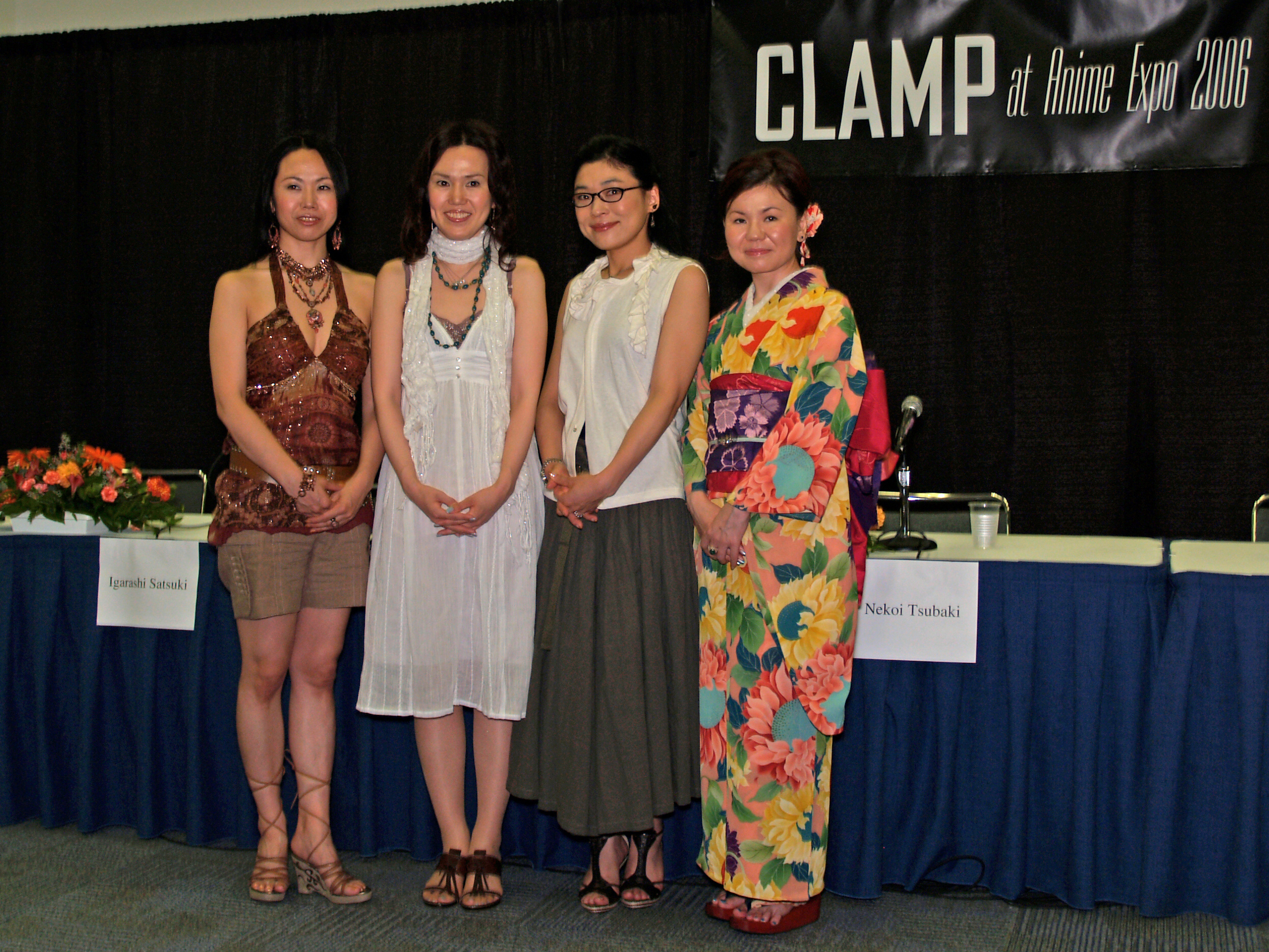
Las integrantes de CLAMP en el Anime Expo de 2006.

Al momento de decidir el nombre de la obra se sugirieron varios títulos, como «Cardcaster Sakura» y «Card Character Sakura», pero luego Nekoi propuso «Cardcaptor Sakura». Mientras Ohkawa ideaba el inicio y el final de la historia, no hablaba con sus compañeras de cómo sería la trama. Mokona señaló que Tomoyo podría estar enamorada de Tōya, pero posteriormente Ohkawa le informó que esta estaba enamorada de Sakura, ya que quería escribir una historia donde «las minorías se sintieran a gusto», refiriéndose a las «relaciones tabú» entre personas del mismo sexo que aparecen en la historia. Así, esta temática fue expresada en la serie a través de Sakura Kinomoto, «un personaje de mente abierta que representa la estructura familiar y los diferentes tipos de amor».
Por otra parte, Ohkawa les dijo a las artistas, especialmente a Mokona, que utilizaran líneas finas y que para tratar de expresar las cosas utilizaran líneas curvas en lugar de rectas. Este estilo de ilustraciones se decidió principalmente para unificar la visión del mundo de Cardcaptor Sakura. También señaló que quería tener una serie «suave y linda», por lo que les pidió que no utilizaran mucha tinta. En cuanto a las flores que se usan en la obra, Nekoi dijo que tuvo que revisar grandes cantidades de libros para encontrar las flores adecuadas y trató de no usar la misma flor en más de un capítulo. Igarashi comentó que «nunca había dibujado tantas flores para una serie». Las mangaka también querían incorporar escenas de transformaciones en Cardcaptor Sakura, pero como esto ya sucedía en muchos manga mahō shōjo, decidieron usar diferentes trajes para Sakura, señalando que «es bastante triste que una niña lleve la misma ropa todo el tiempo».

## Contenido de la obra

### Manga

Aspecto del báculo mágico de Sakura desde la segunda parte del manga.

El manga de Cardcaptor Sakura se publicó desde mayo de 1996 hasta junio de 2000 en la revista mensual japonesa de manga shōjo Nakayoshi de la editorial Kōdansha. El manga finalizó con un total de cincuenta capítulos sin títulos, recopilados en doce volúmenes. El primer tankōbon —el formato de los volúmenes— se publicó el 22 de noviembre de 1996, mientras que el duodécimo y último tankōbon se publicó el 31 de julio de 2000.
Asimismo, Kōdansha publicó los primeros seis volúmenes de la serie en una edición bilingüe en japonés e inglés entre mayo de 2000 y julio de 2001. Estos volúmenes fueron parte de una línea experimental para ayudar a los niños japoneses a aprender inglés. No obstante, Kōdansha dejó de difundir las ediciones bilingües después de otorgar a TOKYOPOP la licencia para su distribución en inglés en América del Norte. Posteriormente, Kōdansha volvió a publicar la obra entre el 5 de marzo de 2004 y el 2 de febrero de 2005, pero esta vez en una edición de «tapa dura». Además, en el 2001 la obra obtuvo el premio Seiun en la categoría de mejor manga, uno de los premios más prestigiosos de Japón.
En honor del sexagésimo aniversario de la revista Nakayoshi, Kōdansha reorganizó el manga en nueve volúmenes de edición especial que contenían nuevas portadas ilustradas por CLAMP y los publicó entre el 27 de marzo y el 28 de agosto de 2015. Desde junio de 2016, para conmemorar el vigésimo aniversario de la obra, Kōdansha inició la publicación de una secuela en la revista Nakayoshi, titulada «Cardcaptor Sakura: Clear Card Edition» (カードキャプターさくらクリアカード編 Kādokyaputā Sakura Kuria Kādo-hen?). Esta secuela parte desde el primer año en secundaria de Sakura y sus amigos e introduce el argumento de unas misteriosas cartas transparentes que Sakura ve por primera vez durante uno de sus sueños. Este manga finalizó el 1 de diciembre de 2023 y está comprendido en dieciséis volúmenes.
Las versiones en español del manga fueron difundidas por la editorial Editores de Tebeos —antiguamente conocida como Ediciones Glénat— en España, por Editorial Toukan en México para su distribución en el resto de Hispanoamérica, y por Editorial Ivrea en Argentina.

### Anime
| Director             | Morio Asaka      |
| Creador original     | CLAMP            |
| Composición y guion  | Ageha Ohkawa     |
| Dirección artística  | Katsufumi Hariu  |
| Diseño de personajes | Kumiko Takahashi |
| Diseño del color     | Madoka Katsunuma |
| Edición              | Harutoshi Ogata  |
| Dirección de sonido  | Fujio Yamada     |
| Efectos de sonido    | Shizuo Kurahashi |
| Música               | Takayuki Negishi |

El anime de Cardcaptor Sakura fue dirigido por Morio Asaka, animado por Madhouse y producido por la editorial Kōdansha. CLAMP también participó en la producción de esta adaptación, con Ageha Ohkawa escribiendo y componiendo los guiones y Mokona supervisando la vestimenta de los personajes y el diseño de las cartas Clow. Se emitió por primera vez en Japón por la cadena televisiva NHK el 7 de abril de 1998 hasta que finalizó el 21 de marzo de 2000 con un total de setenta episodios de unos treinta minutos cada uno y divididos en tres temporadas.
La primera temporada, que consta de treinta y cinco episodios, se emitió entre el 7 de abril y el 29 de diciembre de 1998. Por otro lado, la segunda temporada, con once episodios, se emitió entre el 6 de abril y el 22 de junio de 1999. Mientras que la tercera y última temporada, que contiene veinticuatro episodios, se emitió entre el 7 de septiembre de 1999 y el 21 de marzo de 2000. Posteriormente a la conclusión del anime, se crearon tres animaciones originales como regalo suplementario, tituladas «Suteki desu wa, Sakura-chan! Tomoyo no Cardcaptor Sakura Katsuyaku Video Nikki!» (すてきですわ、さくらちゃん！ 知世のカードキャプターさくら活躍ビデオ日記！?), además de un prólogo para el anime Cardcaptor Sakura: Clear Card, titulado «Sakura to futatsu no kuma» (さくらとふたつのくま Sakura y los dos osos?). En un ranking publicado por TV Asahi sobre los cien anime más populares del año 2005 sobre la base de una encuesta en línea en Japón, la serie alcanzó el puesto sesenta y nueve. Sin embargo, para el 2006 alcanzó el puesto cuarenta y cuatro en el mismo ranking.
El doblaje en español del anime se realizó en dos versiones diferentes, una en México para Hispanoamérica y otra en España. El doblaje en España fue realizado por los estudios Arait Multimedia, mientras que el doblaje en México fue realizado por Intertrack.

### Películas
La serie también ha sido adaptada a dos películas, todas ellas dirigidas por Morio Asaka —el mismo director de la serie—, producidas por Bandai Visual, Madhouse y Kōdansha, y basadas en la historia que transcurre en el anime. El primer filme, de unos setenta y nueve minutos, Cardcaptor Sakura: la película (劇場版カードキャプターさくら Gekijōban Kādokyaputā Sakura?), se estrenó el 21 de agosto de 1999. Se sitúa entre la primera y segunda temporada del anime y muestra el viaje de Sakura y sus amigos a Hong Kong, donde se encuentran con un espíritu maligno que había peleado con Clow Reed en el pasado. Las versiones en VHS y DVD fueron lanzadas en Japón por Bandai Visual en febrero de 2000.
El segundo filme —igualmente de setenta y nueve minutos—, Cardcaptor Sakura: la película 2, la carta sellada (劇場版カードキャプターさくら 封印されたカード Gekijōban Kādokyaputā Sakura Fūin Sareta Kādo?), se estrenó en Japón el 15 de julio de 2000. Es una especie de final del anime en el que Shaoran vuelve a Tomoeda con la esperanza de obtener una respuesta de Sakura sobre su confesión de amor, pero esto es interrumpido cuando aparece una nueva carta Clow que intenta destruir todo a su paso. La versión en DVD fue lanzada en enero de 2001, mientras que la versión en VHS fue lanzada en julio de 2001. Además, un cortometraje cómico de diez minutos dirigido por Masayuki Kojima y titulado ¡La sección de Kero! fue agregado al final de la segunda película.

### Banda sonora
La banda sonora de Cardcaptor Sakura fue compuesta por Takayuki Negishi, quien además compuso la banda sonora de cada película de la serie. Sin embargo, antes del inicio del anime, Kōdansha publicó un disco compacto, titulado CD Comic Cardcaptor Sakura, en agosto de 1997, el cual contiene canciones interpretadas por las que serían las seiyū de Sakura y Tomoyo. El primer álbum de la banda sonora, Cardcaptor Sakura: Original Soundtrack I, fue lanzado el 23 de julio de 1998 y contiene un total de veintiséis pistas, incluyendo el primer tema de apertura, «Catch You Catch Me» de Megumi Hinata. Este fue seguido por Cardcaptor Sakura: Original Soundtrack II, el cual fue lanzado el 19 de diciembre de 1998 y contiene treinta y cuatro pistas, así como el mismo tema de apertura que el álbum anterior y uno de cierre, «Groovy!» de Kohmi Hirose. El tercero, Cardcaptor Sakura: Original Soundtrack III, lanzado el 23 de junio de 1999, contiene diecinueve pistas y la inclusión de «Tobira wo Akete» de Anza —tema de apertura— y «Honey» de Chihiro —tema de cierre—. El último y cuarto álbum, Cardcaptor Sakura: Original Soundtrack IV, fue difundido el 23 de marzo de 2000 y alberga veinticinco pistas, además de los temas «Platinum» de Maaya Sakamoto y «Fruits Candy» de Megumi Kojima.
Además, cada película tiene su propio álbum: Cardcaptor Sakura: The Movie - Original Soundtrack fue lanzado 25 de agosto de 1999, mientras que Cardcaptor Sakura: The Sealed Card - Original Soundtrack salió al mercado el 2 de agosto de 2000. Ambos incluyen más de treinta pistas y los temas de cierre de los filmes: «Tōi Kono Machi de» de Naomi Kaitani y «Ashita e no Melody» de Chaka, respectivamente. Asimismo, contó con «Okashi no Uta» de Aya Hisakawa y Yumi Tōma para el cortometraje ¡La sección de Kero!
Seis canciones interpretadas por los seiyū de Sakura, Tōya, Kero, Tomoyo, Yukito y Shaoran fueron publicadas en junio de 1998.

 Posteriormente, un álbum llamado Cardcaptor Sakura: Character Songbook fue publicado en enero de 1999. Este contiene las canciones de la anterior publicación, al igual que nuevos temas interpretados por otros seiyū. Tomoeda Elementary Choir Club Christmas Concert, lanzado en diciembre de 1999, es un disco que contiene siete temas interpretados por un coro de niños, entre los cuales se encuentra la seiyū de Tomoyo. Una serie de cuatro discos compactos llamados Complete Vocal Collection se publicó en febrero de 2001 e incluye varios temas musicales, remixes y nuevas canciones. Un último álbum titulado Cardcaptor Sakura: Theme Song Collection, que contiene los temas musicales del anime y de las películas, fue lanzado en diciembre de 2001.

### CD dramas
Existen dos series de CD drama sobre Cardcaptor Sakura; la primera historia del primer CD drama, titulada «Sakura to Okaa-san no Organ» (さくらとお母さんのオルガン?), salió a la venta en julio de 1998 y, además, poseía un guion escrito por Ageha Ohkawa —una miembro de CLAMP—. En él, Sakura tiene un sueño acerca de su madre tocando un órgano y decide escribir sobre ella al día siguiente para un proyecto escolar. La segunda historia, Sweet Valentine Stories, se publicó en febrero de 1999, y esta se centra en un día de la vida de las compañeras de clase de Sakura, así como la vida de Sakura misma.

### Videojuegos
Al igual que otras series, se han creado numerosos videojuegos de Cardcaptor Sakura y estos han aparecido en diferentes tipos de consolas. Los juegos se desarrollan en el universo ficticio de la obra y se basan principalmente en su mismo argumento, siguiendo a Sakura Kinomoto en su tarea de recolectar todas las cartas Clow. Los videojuegos han sido lanzados tanto en videoconsolas caseras como en videoconsolas portátiles y, en su mayoría, son juegos de rol y aventura. Además, estos han sido desarrollados y distribuidos por diversas compañías de videojuegos, tales como MTO y Arika, las cuales han producido tres juegos cada una.
Un total de diez videojuegos fueron desarrollados y el primero en ser lanzado a la venta en Japón fue «Cardcaptor Sakura: Itsumo Sakura-chan to Issho!», el 15 de mayo de 1999 y fue distribuido por MTO para la consola Game Boy Color. Mientras que el décimo, «Cardcaptor Sakura: Sakura-chan to Asobo!» fue lanzado por NHK Software para PlayStation 2 el 2 de diciembre de 2004. Adicionalmente, el 12 de diciembre de 2012 se lanzó en Japón un videojuego de rol para  teléfonos inteligentes sobre Cardcaptor Sakura, titulado «Cardcaptor Sakura and the Mysterious Cards», el cual fue creado e ilustrado por CLAMP y desarrollado por la compañía Arika.
| Título | Fecha de lanzamiento (Japón) | Productor(es)                                    | Plataforma       |
| --- | ---------------------------- | ------------------------------------------------ | ---------------- |
| Cardcaptor Sakura: Itsumo Sakura-chan to Issho! (カードキャプターさくら ～いつもさくらちゃんといっしょ～?)                                                                                         | 5 de mayo de 1999            | Publicado por MTO                                | Game Boy Color   |
| Animetic Story Game 1: Cardcaptor Sakura (アニメチックストーリーゲーム (1) カードキャプターさくら?)                                                                                                | 5 de agosto de 1999          | Publicado y desarrollado por Arika               | PlayStation      |
| Cardcaptor Sakura: Sakura to Fushigi na Clow Cards (カードキャプターさくら ～さくらとふしぎなクロウカード～ Cardcaptor Sakura: Sakura and the Mysterious Clow Card?)                               | 2 de diciembre de 1999       | Publicado por Bandai y desarrollado por Sims     | WonderSwan       |
| Cardcaptor Sakura: Tomoyo no Video Daisakusen (カードキャプターさくら 知世のビデオ大作戦 Cardcaptor Sakura: Tomoyo's Video Battle?)                                                                | 28 de diciembre de 2000      | Publicado por Sega y desarrollado por Sega Rosso | Dreamcast        |
| Cardcaptor Sakura: Clow Card Magic (カードキャプターさくら クロウカードマジック?) | 27 de enero de 2000          | Publicado y desarrollado por Arika               | PlayStation      |
| Tetris with Cardcaptor Sakura: Eternal Heart (TETRiS with カードキャプターさくら エターナルハート?)                                                                                                | 10 de agosto de 2000         | Publicado y desarrollado por Arika               | PlayStation      |
| Cardcaptor Sakura: Tomoe Shōgakkō Daiundōkai (カードキャプターさくら ～友枝小学校大運動会～ Cardcaptor Sakura: Tomoe Elementary School Battle Athletes?)                                           | 6 de octubre de 2000         | Publicado por MTO                                | Game Boy Color   |
| Cardcaptor Sakura: Sakura Card de Mini-Game (カードキャプターさくら ～さくらカードdeミニゲーム～?)                                                                                                 | 12 de diciembre de 2003      | Publicado y desarrollado por TDK Core            | Game Boy Advance |
| Cardcaptor Sakura: Sakura Card-hen Sakura Card to Tomodachi (カードキャプターさくら <さくらカード編> ~さくらとカードとおともだち~ Cardcaptor Sakura: Sakura Card Edition: Sakura Card and Friend?) | 23 de abril de 2004          | Publicado por MTO                                | Game Boy Advance |
| Cardcaptor Sakura: Sakura-chan to Asobo! (カードキャプターさくら 「さくらちゃんとあそぼ!」 Cardcaptor Sakura: Play with Sakura-chan?)                                                              | 2 de diciembre de 2004       | Publicado por NHK Software                       | PlayStation 2    |

### Artbooksy guías
Existen múltiples libros suplementarios de Cardcaptor Sakura, tales como los artbooks, de los cuales se han publicado seis por Kōdansha y uno sobre el arte de la serie animada por Kumiko Takahashi —el diseñador de los personajes del anime—. Para la serie de manga se publicaron tres de los artbooks, titulados «Cardcaptor Sakura Illustration Collection» (カードキャプターさくらイラスト集?), entre agosto de 1998 y diciembre de 2000. Mientras que para el anime se publicaron los otros tres entre abril de 1999 y septiembre de 2000, esta vez titulados «Cheerio! TV Animation Cardcaptor Sakura Illustration Collection» (チェリオ!―テレビアニメーション カードキャプターさくらイラストコレクション?). Además, un conjunto de cincuenta y dos cartas Clow que aparecen en el anime se lanzaron a la venta en agosto de 1999 y un libro llamado «Clow Card Fortune Book» (クロウカードフォーチュンブック?), el cual contenía información de cómo utilizar las copias de las cartas Clow como cartas del tarot, se difundió en marzo de 2000.
En febrero de 2001 se publicó un fanbook para el manga, «Cardcaptor Sakura Memorial Book» (カードキャプターさくらメモリアルブック?), el cual contenía varias ilustraciones e información sobre las mercancías basada en ella y algunas entrevistas. Entre julio de 1999 y junio de 2000 se publicaron para el anime cuatro libros conocidos como «Complete Books» y entre octubre de 1999 y 2000 para las películas. También se publicaron diez anime comics sobre las dos primeras temporadas de la serie —aunque se omitieron algunos episodios— a partir de agosto de 1998 y hasta noviembre de 2000. Otros tres fueron publicados entre marzo de 2001 y febrero de 2002, cubriendo hasta el episodio cincuenta y nueve, pero una vez más, algunos episodios fueron omitidos. Adicionalmente, se publicaron cuatro álbumes ilustrados para el anime entre septiembre de 1998 y noviembre de 2000.

## Recepción

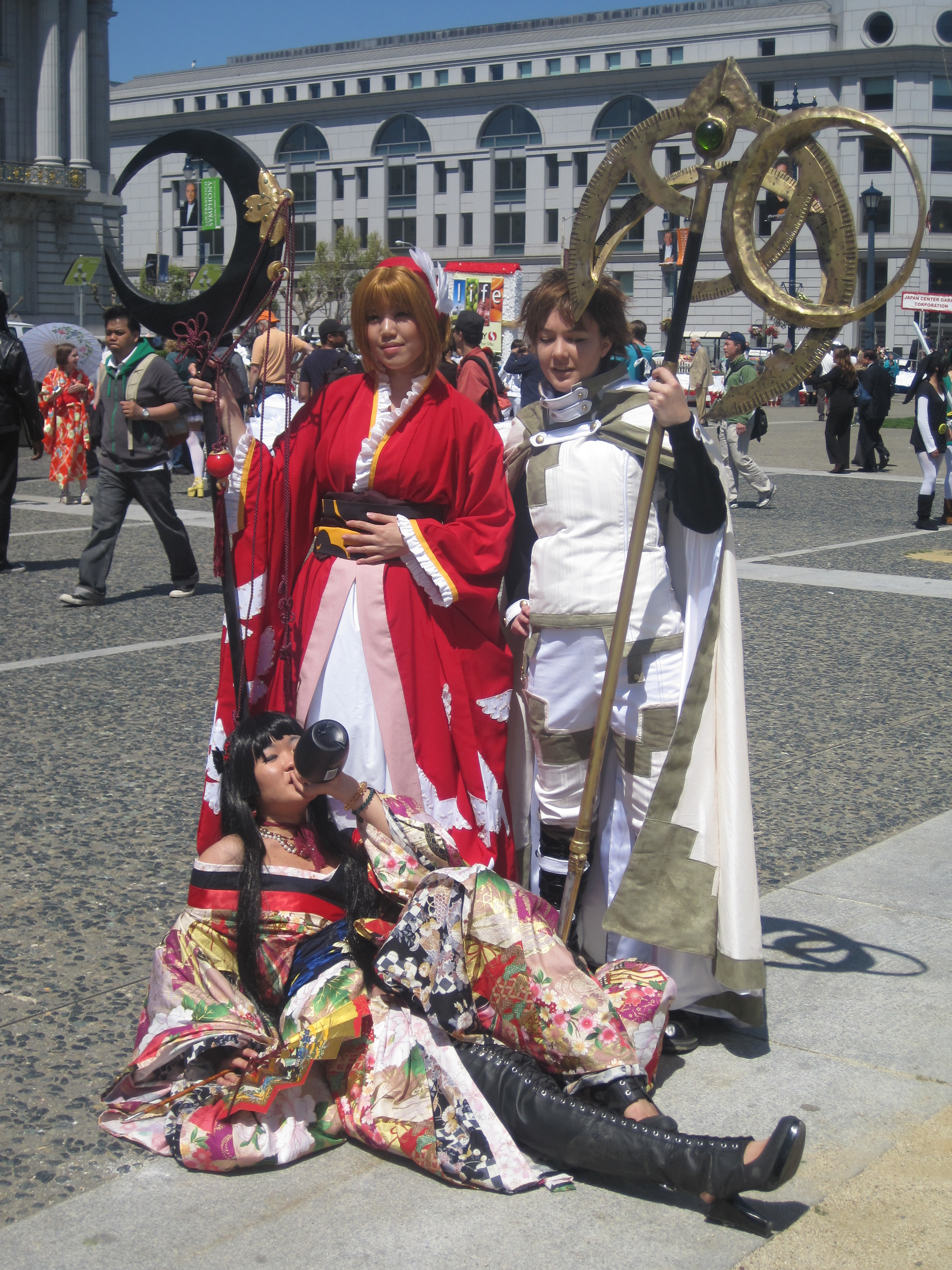
Cosplayers de varios personajes de las obras de CLAMP, entre ellos Sakura Kinomoto y Shaoran Li en la versión de Tsubasa: RESERVoir CHRoNiCLE y Yūko Ichihara de ×××HOLiC; estos personajes tienen conexión en las distintas series gracias a los crossovers que realizan las autoras en las historias.

Tanto el anime como el manga de Cardcaptor Sakura alcanzaron un gran éxito dentro y fuera de Japón. El manga, por una parte, fue listado entre los cinco más vendidos en el tiempo de su publicación, y en 2001 ganó el premio Seiun, uno de los reconocimientos más prestigiosos de Japón. El anime, por otra parte, obtuvo el premio Anime Grand Prix, el cual se entrega anualmente a las series de anime más notables de cada año. Asimismo, en un ranking publicado por TV Asahi sobre los cien anime más populares de 2005, Cardcaptor Sakura alcanzó el puesto sesenta y nueve, y al año siguiente obtuvo el puesto cuarenta y cuatro.
Diversas publicaciones de diferentes medios han servido para elogiar y criticar la serie. Shaenon K. Garrity de The Comics Journal lo describió como «un excelente manga shōjo», especialmente después de la segunda parte, que es más «madura e interesante». Mientras tanto, Christopher Butcher de Comics212 la describió como una «obra crítica». Robert Nguyen —un revisor de Anime News Network— señaló que «no es un típico manga shōjo» y que hace «énfasis en las emociones de los personajes». El manga también ha sido calificado como «[muy] lindo»; sin embargo, Lisa Anderson de Manga Life comentó que «al igual que Magic Knight Rayearth, hasta una linda historia tiene su intensidad y su drama». Además, las ilustraciones fueron elogiadas por ser muy detalladas y contener «imágenes bellamente dibujadas de las cartas Clow», las cuales son «una mezcla inteligente de fantasía y de realidad mágica».
La adaptación al anime también recibió buenas críticas. Kevin Lew —un contribuyente de Animerica— señaló que «la serie tiene un diseño sofisticado», lo que le permite transmitir su mensaje tanto a niños como a adultos. Asimismo, Winnie Chow —otra contribuyente de la revista— comentó que [Cardcaptor Sakura] le parecía «superior a una serie de televisión corriente» y a su vez elogió las escenas mágicas de Sakura por ser únicas, debido a los frecuentes cambios de vestimenta. Zac Bertschy, también de Anime News Network, mencionó que la serie «ofrece algo divertido, inteligente, muy bien animado, conmovedor y emocionante a la vez», y la consideró «la mejor serie mahō shōjo jamás producida». La animación fue descrita como «muy fluida» y con personajes desarrollados para «mantener un nivel constante e impresionante de detalles, incluso en escenas de acción». A pesar de que la serie está principalmente dirigida al público infantil femenino, fue exaltada por contener «elementos que cualquier persona puede disfrutar, independientemente de su edad o sexo, siempre y cuando posean 'una mente lo suficientemente abierta'». No obstante, la edición hecha por la compañía Nelvana Limited, renombrada a simplemente Cardcaptors, fue considerada «ridícula» por haber recortado varias escenas que permitían entender correctamente la trama, especialmente la de las relaciones de los personajes. Asimismo, debido al renombre, se señaló que «había sido lo peor que le pudo haber sucedido a un anime que tenía un buen título japonés».
En enero de 2002, la franquicia de restaurantes Taco Bell inició una larga promoción en la cual cuatro juguetes de Cardcaptor Sakura estaban disponibles en sus comidas para niños; la compañía esperaba distribuir cerca de siete millones de estos juguetes. No obstante, la organización conservadora de los «valores cristianos» American Family Association consideró que las cartas Clow eran demasiado similares a las del tarot y la mitología oriental. Las quejas de la organización no fueron interpuestas sino hasta que la promoción se acercaba a su final, por lo que no es seguro que las quejas hayan tenido algún efecto.

## Lectura complementaria
- Considine, J. D. (20 de enero de 2002). «Television/Radio: Making Anime A Little Safer For Americans» (en inglés). The New York Times. Consultado el 8 de abril de 2011.
- Thompson, Jason (31 de marzo de 2011). «Cardcaptor Sakura». House of 1000 Manga (en inglés). Anime News Network. Consultado el 8 de abril de 2011.